# Gunnar Wohlfart

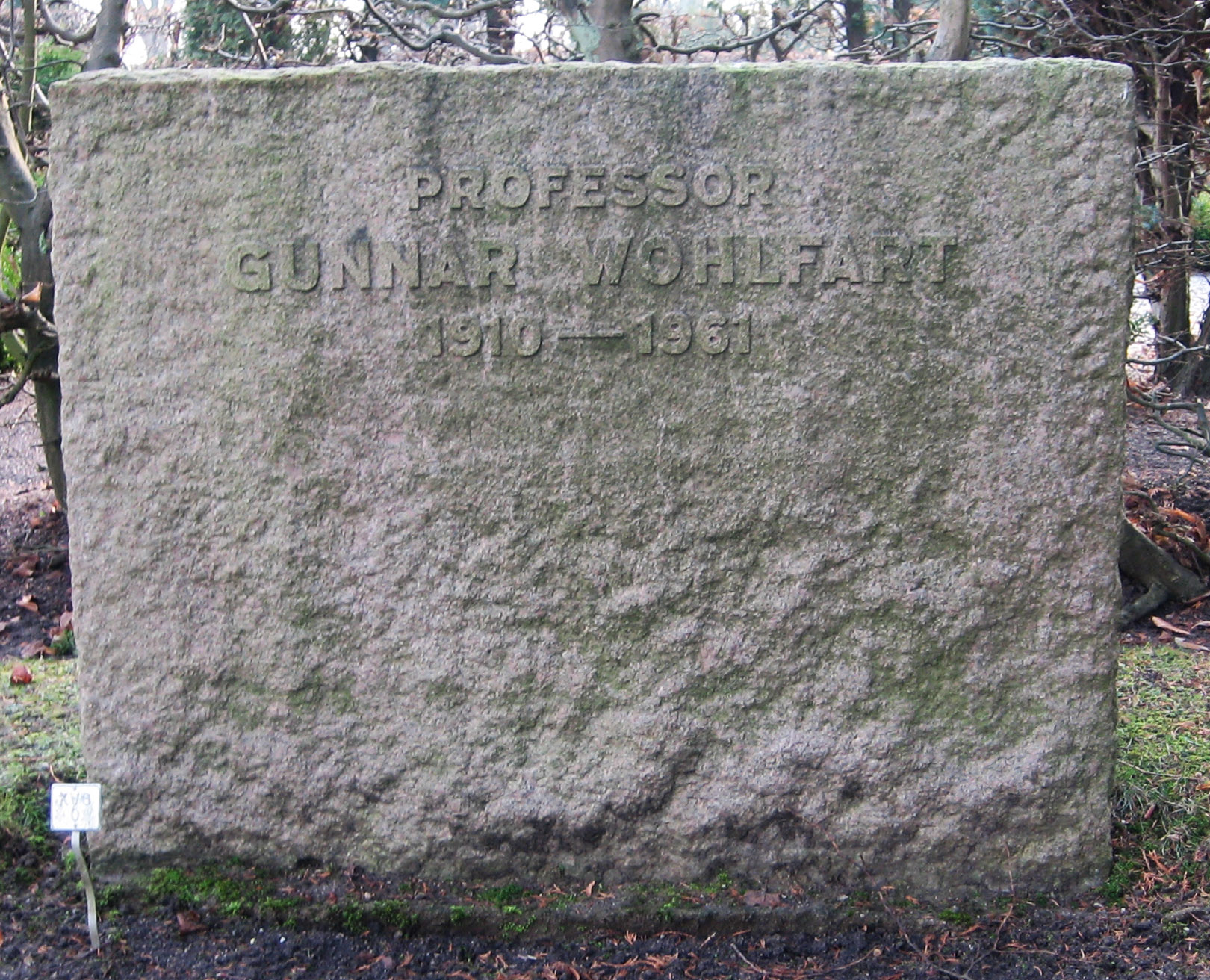
Gunnar Wohlfarts gravsten på Norra kyrkogården i Lund.

Karl Gunnar Vilhelm Wohlfart, född 9 mars 1910 i Stockholm, död 23 mars 1961 i Lund, var en svensk neurolog. Han var son till Karl Wohlfart.
Wohlfart var professor i neurologi vid Lunds universitet från 1950. Han har bland annat givit namn till Wohlfart-Kugelberg-Welanders syndrom. Han var ledamot av Fysiografiska sällskapet i Lund från 1951. Wohlfart blev riddare av Nordstjärneorden 1956.
Gunnar Wohlfart är begravd vid Norra kyrkogården i Lund.

### Fotnoter
1. ↑  Sveriges dödbok 1901–2009, DVD‐ROM, Version 5.00, Sveriges Släktforskarförbund (2010): Wohlfart, Karl Gunnar Vilhelm
(19100309-033)
DB, PA / DOR 61?
2. ↑  SvenskaGravar